# Poesiomat (Hlučín)
Poesiomat v Hlučíně v okrese Opava se nachází v parku na upraveném prostranství severně od Kulturního domu.

## Historie
Poesiomat byl slavnostně odhalen 29. června 2018, poprvé se však v Hlučíně objevil v roce 2017 na festivalu Štěrkovna Open Music, kdy byl umístěn u Hlučínského jezera.
Lze si poslechnout tvorbu současných autorů z Ostravska, například Víta Janoty, Egona Bondyho, Radka Malého, Violy Fischerové, Jáchyma Topola, Jonáše Hájka nebo Petra Hrušky.